# Нисиваки
Нисиваки (яп. 西脇市 Нисиваки-си) — город в Японии, находящийся в префектуре Хиого. Площадь города составляет 132,47 км², население — 41 241 человек (1 августа 2014), плотность населения — 311,32 чел./км².

## Географическое положение
Город расположен на острове Хонсю в префектуре Хиого региона Кинки. С ним граничат города Касай, Като, Сасаяма, Тамба и посёлок Така.

## Население
Население города составляет 41 241 человек (1 августа 2014), а плотность — 311,32 чел./км². Изменение численности населения с 1980 по 2005 годы:
| 1980 | 46 380 чел. |  |
| 1985 | 46 889 чел. |  |
| 1990 | 46 220 чел. |  |
| 1995 | 46 339 чел. |  |
| 2000 | 45 718 чел. |  |
| 2005 | 43 953 чел. |  |

## Символика
Деревом города считается сакура, цветком — Phlox subulata.